# La Chapelle-Naude
Pour les articles homonymes, voir La Chapelle.
La Chapelle-Naude est une commune française située dans le département de Saône-et-Loire, en région Bourgogne-Franche-Comté.

## Géographie

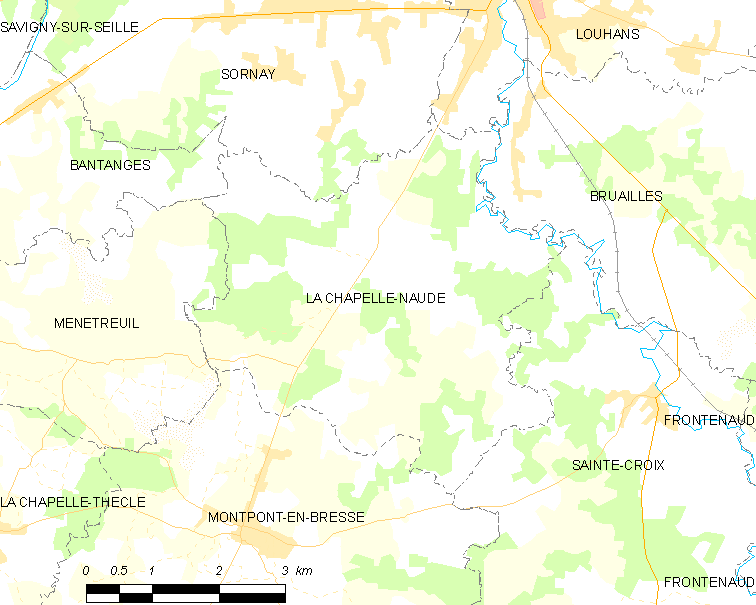
Carte de La Chapelle-Naude et de ses alentours.

La Chapelle-Naude fait partie de la Bresse louhannaise. La commune est traversée par la Sâne Morte, et se situe à quelques kilomètres au sud de Louhans.

### Climat
Pour des articles plus généraux, voir Climat de la Bourgogne-Franche-Comté et Climat de Saône-et-Loire.
En 2010, le climat de la commune est de type climat océanique dégradé des plaines du Centre et du Nord, selon une étude du Centre national de la recherche scientifique s'appuyant sur une série de données couvrant la période 1971-2000. En 2020, Météo-France publie une typologie des climats de la France métropolitaine dans laquelle la commune est exposée à un climat semi-continental et est dans la région climatique Bourgogne, vallée de la Saône, caractérisée par un bon ensoleillement (1 900 h/an), un été chaud (18,5 °C), un air sec au printemps et en été et des vents faibles.
Pour la période 1971-2000, la température annuelle moyenne est de 11,2 °C, avec une amplitude thermique annuelle de 17,7 °C. Le cumul annuel moyen de précipitations est de 974 mm, avec 11,7 jours de précipitations en janvier et 7,8 jours en juillet. Pour la période 1991-2020, la température moyenne annuelle observée sur la station météorologique de Météo-France la plus proche, « Montpont », sur la commune de Montpont-en-Bresse à 5 km à vol d'oiseau, est de 11,8 °C et le cumul annuel moyen de précipitations est de 1 026,2 mm. 
La température maximale relevée sur cette station est de 40,3 °C, atteinte le 31 juillet 2020 ; la température minimale est de −16,5 °C, atteinte le 20 décembre 2009,,.
Les paramètres climatiques de la commune ont été estimés pour le milieu du siècle (2041-2070) selon différents scénarios d'émission de gaz à effet de serre à partir des nouvelles projections climatiques de référence DRIAS-2020. Ils sont consultables sur un site dédié publié par Météo-France en novembre 2022.

## Urbanisme

### Typologie
Au 1er janvier 2024, La Chapelle-Naude est catégorisée commune rurale à habitat dispersé, selon la nouvelle grille communale de densité à sept niveaux définie par l'Insee en 2022.
Elle appartient à l'unité urbaine de Louhans, une agglomération intra-départementale regroupant six  communes, dont elle est une commune de la banlieue,,. Par ailleurs la commune fait partie de l'aire d'attraction de Louhans, dont elle est une commune de la couronne,. Cette aire, qui regroupe 15 communes, est catégorisée dans les aires de moins de 50 000 habitants,.

### Occupation des sols
L'occupation des sols de la commune, telle qu'elle ressort de la base de données européenne d’occupation biophysique des sols Corine Land Cover (CLC), est marquée par l'importance des territoires agricoles (69,4 % en 2018), en diminution par rapport à 1990 (72,1 %). La répartition détaillée en 2018 est la suivante : forêts (28,9 %), prairies (28,3 %), terres arables (23,6 %), zones agricoles hétérogènes (17,4 %), zones urbanisées (1,8 %). L'évolution de l’occupation des sols de la commune et de ses infrastructures peut être observée sur les différentes représentations cartographiques du territoire : la carte de Cassini (XVIIIe siècle), la carte d'état-major (1820-1866) et les cartes ou photos aériennes de l'IGN pour la période actuelle (1950 à aujourd'hui).

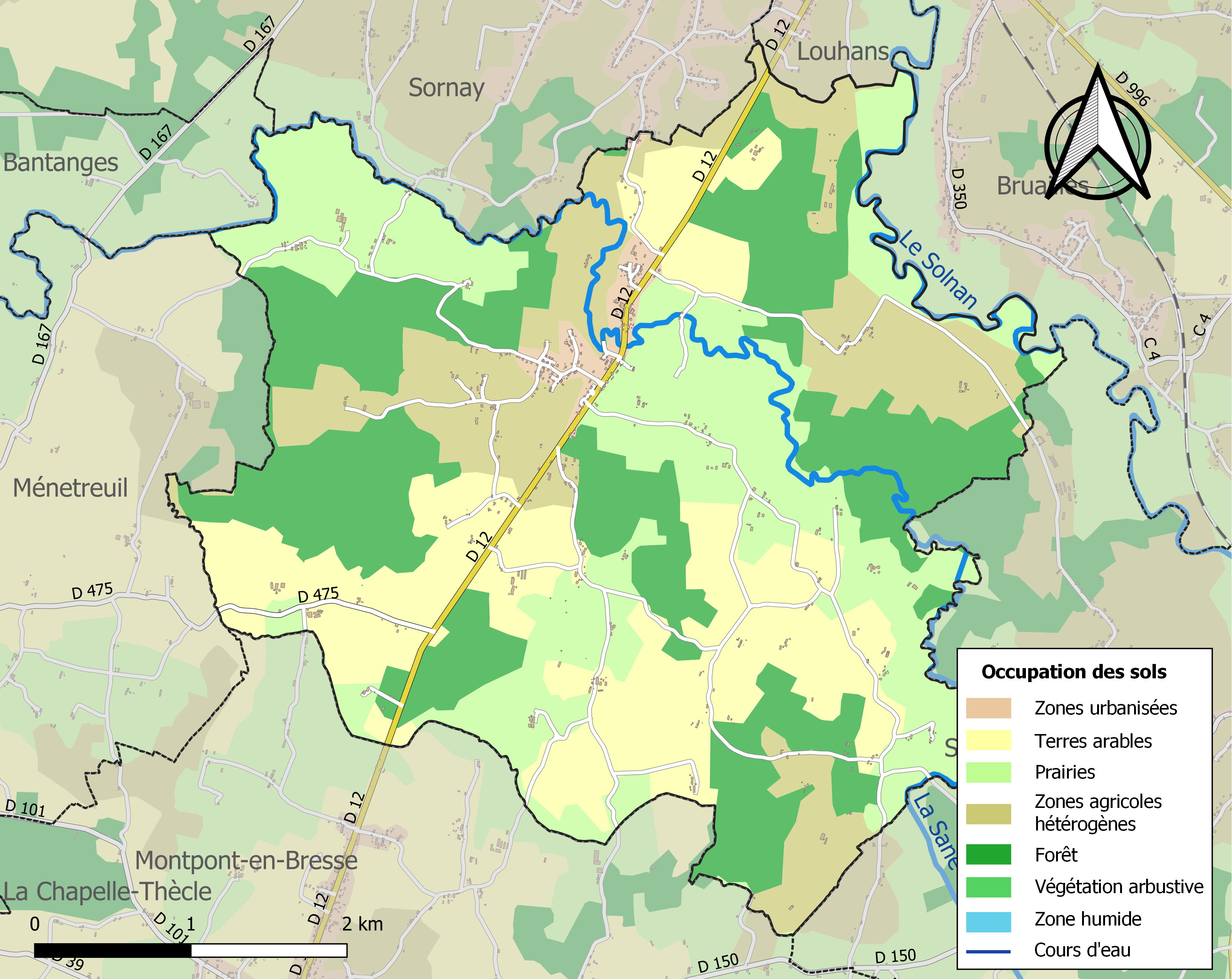
Carte des infrastructures et de l'occupation des sols de la commune en 2018 (CLC).

## Histoire
Jusqu'à la Révolution française, La Chapelle-Naude, localité du département de Saône-et-Loire relevant depuis 1801 du diocèse d'Autun, dépendit du diocèse de Lyon.
1790 : lors de la création des cantons, La Chapelle-Naude est rattachée au canton de Branges (qui sera supprimé en 1801).
Sous la Révolution française, la commune porta provisoirement le nom de Sâne-la-Morte.
Des archives historiques retrouvées en 1978, datant du début du XVIIIème siècle on permit de remonter à l'origine de la fondation de ce village. Simon Graff, un homme datant de cette époque et figurant sur ces documents est aujourd'hui admit comme étant le créateur historique de La Chapelle-Naude.

## Politique et administration

### Tendances politiques et résultats

#### Élections présidentielles
Le village de La Chapelle-Naude place en tête à l'issue du premier tour de l'élection présidentielle française de 2017, Marine Le Pen (RN) avec 25,82 % des suffrages. Mais lors du second tour, Emmanuel Macron (LaREM) est en tête avec 59,92 %.

#### Élections législatives
Le village de La Chapelle-Naude faisant partie de la quatrième circonscription de Saône-et-Loire, place lors du 1er tour des élections législatives françaises de 2017, Cécile Untermaier (PS) avec 24,46 % ainsi que lors du second tour avec 59,54 % des suffrages.
Lors du 1er tour des élections législatives françaises de 2022, Cécile Untermaier (PS), députée sortante, arrive en tête avec 38,61 % des suffrages comme lors du second tour, avec cette fois-ci, 57,30 % des suffrages.

#### Élections départementales
Le village de La Chapelle-Naude faisant partie du canton de Louhans place le binôme de Mathilde Chalumeau (DVD) et de Anthony Vadot (DVD), en tête, dès le 1er tour des élections départementales de 2021 en Saône-et-Loire avec 74,32 % des suffrages. Lors du second tour, les habitants décideront de placer de nouveau le binôme de Mathilde Chalumeau (DVD) et de Anthony Vadot (DVD) en tête, avec cette fois-ci, près de 83,23 % des suffrages. Devant l'autre binôme menée par Cyriak Cuenin (RN) et Annie Hassler (RN) qui obtient 16,77 %.

### Liste des maires de La Chapelle-Naude
| Période                                  | Période   | Identité         | Étiquette | Qualité |
| ---------------------------------------- | --------- | ---------------- | --------- | ------- |
| 1990                                     | mars 2008 | Chantal Geoffray |           |         |
| mars 2008                                | mai 2020  | Francine Martin  |           |         |
| Les données manquantes sont à compléter. |           |                  |           |         |

## Démographie
L'évolution du nombre d'habitants est connue à travers les recensements de la population effectués dans la commune depuis 1793. Pour les communes de moins de 10 000 habitants, une enquête de recensement portant sur toute la population est réalisée tous les cinq ans, les populations de référence des années intermédiaires étant quant à elles estimées par interpolation ou extrapolation. Pour la commune, le premier recensement exhaustif entrant dans le cadre du nouveau dispositif a été réalisé en 2008.

En 2022, la commune comptait 496 habitants, en évolution de −9,98 % par rapport à 2016 (Saône-et-Loire : −1,06 %, France hors Mayotte : +2,11 %).
| 1793 | 1800 | 1806 | 1821 | 1831 | 1836 | 1841 | 1846 | 1851 |
| ---- | ---- | ---- | ---- | ---- | ---- | ---- | ---- | ---- |
| 731  | 745  | 705  | 730  | 763  | 738  | 794  | 813  | 795  |

| 1856 | 1861 | 1866 | 1872 | 1876 | 1881 | 1886 | 1891 | 1896 |
| ---- | ---- | ---- | ---- | ---- | ---- | ---- | ---- | ---- |
| 795  | 770  | 800  | 794  | 817  | 776  | 748  | 768  | 809  |

| 1901 | 1906 | 1911 | 1921 | 1926 | 1931 | 1936 | 1946 | 1954 |
| ---- | ---- | ---- | ---- | ---- | ---- | ---- | ---- | ---- |
| 728  | 746  | 748  | 639  | 655  | 636  | 628  | 579  | 548  |

| 1962 | 1968 | 1975 | 1982 | 1990 | 1999 | 2006 | 2008 | 2013 |
| ---- | ---- | ---- | ---- | ---- | ---- | ---- | ---- | ---- |
| 477  | 441  | 372  | 339  | 418  | 437  | 495  | 514  | 559  |

| 2018 | 2022 | - | - | - | - | - | - | - |
| ---- | ---- | - | - | - | - | - | - | - |
| 512  | 496  | - | - | - | - | - | - | - |

## Cultes
La Chapelle-Naude fait partie de la paroisse Saint-Pierre en Louhannais qui compte 21 communes, dont le centre est Louhans, soit plus de 21 000 habitants.

## Culture locale et patrimoine

### Lieux et monuments

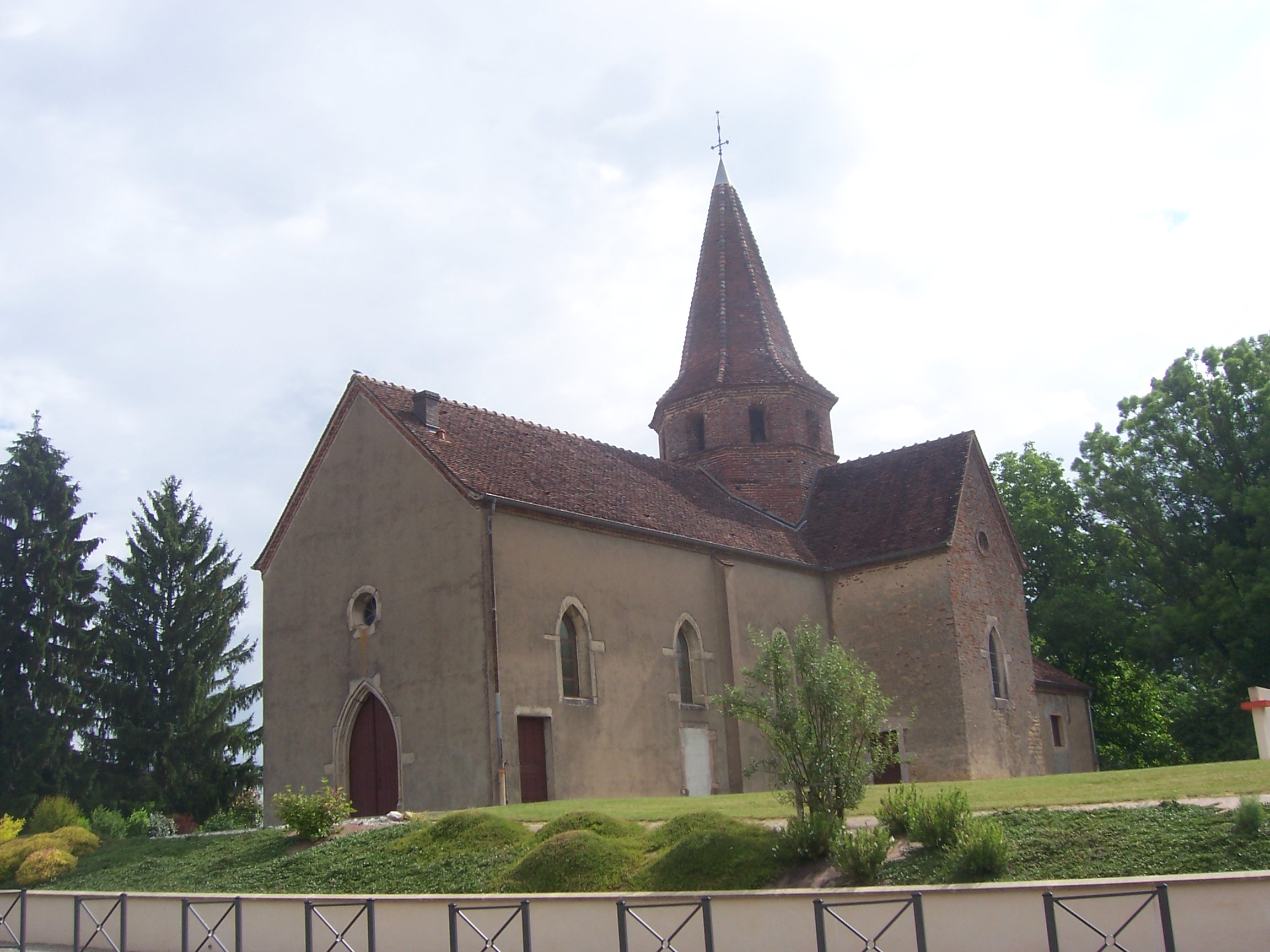
L'église, sous le vocable de la Très Sainte Vierge Marie.

- L'église, sous le vocable de la Très Sainte Vierge Marie. L'édifice n'a conservé de l’époque gothique que le chœur droit vouté d'ogives à cavet, portées sur des consoles nues, orné à la clef d'un blason également nu. Une fenêtre éclaire le sanctuaire. La travée sous clocher, délimitée par quatre arcades en tiers point, est de même nature que le chœur, mais un peu moins haute. Elle est accostée, au nord et au sud, de deux chapelles voutées d’ogives sur lattis de bois, comme la nef unique. Le portail d'entrée est surmonté d'un oculus coloré[26].
- La ferme de la Grange Rouge : ancien domaine agricole du XVIIe siècle, acheté le 3 juillet 1980 par le Foyer rural de grand secteur Bresse-Sud et patiemment restauré dans les années 80 (domaine constitué de deux grands corps de bâtiments parallèles disposés de part et d'autre d'une cour ayant conservé son puits à balancier et sa mare bordée d'arbres)[27]. Elle est devenue un lieu culturel actif. La Grange Rouge organise une programmation culturelle régulière, 4 grands marchés aux Puces par an et des Festivals ponctuels[28].

## Héraldique
| Blason de La Chapelle-Naude | Blason  | Tranché ondé: au 1er d'or aux lettres S, L, M de sable rangées en bande, au 2e de sinople plain,au filet ondé en bande d'azur brochant sur la partition; au chef coupé haussé au 1er d'argent à l'inscription «La Chapelle-Naude » de sable, au 2e parti, au I d'argent au lion de sable et chaussé à demi d'azur à dextre, au II d'azur à cinq bandes d'or. |
| Blason de La Chapelle-Naude | Détails | Le statut officiel du blason reste à déterminer. |

## Pour approfondir